# 親衛隊第37師
親衛隊第37志願騎兵師「吕措」(德語：37. SS-Freiwilligen Kavallerie-Division "Lützow"）是第二次世界大戰期間德国武装親衛隊的騎兵師，該部隊以拿破仑战争期间的普魯士將軍阿道夫·馮·呂措夫的名字命名。它成立於1945年2月，由親衛隊第8騎兵師和親衛隊第22志願騎兵師的人員和裝備組成。除此之外許多未成年的德國人、匈牙利人和外籍德意志人也幫助組成了這個師。該師原計畫擁有3個騎兵團，每個團2個營，但由於人員和裝備不足，只能派出2個兵力不足的團作為主力作戰部隊。該師最初由親衛隊中尉瓦爾德馬·費格萊因（Waldemar Fegelein）指揮，直到3月，他被黨衛軍標準大隊長卡爾·格塞勒（Karl Gesele）接替。該部隊在戰爭最後幾週作為第6裝甲集團軍的一部分參加了針對蘇聯的行動，隨後於1945年5月在奧地利向美國投降。